# Tsuneko Okazaki
Tsuneko Okazaki (岡崎 恒子) (Prefeitura de Aichi, 7 de junho de 1933) é uma cientísta japonesa conhecida por descobrir e investigar os fragmentos de Okazaki, junto com seu marido Reiji Okazaki.
Os fragmentos de Okazaki têm contribuído para explicar a replicação do DNA. A doutora Okazaki tem continuado sua relação com a academia, contribuindo com mais avanços na investigação do DNA.
Graduada na Universidade de Nagoya em 1956, Tsuneko Okazaki foi a primeira mulher professora na universidade japonesa de Nagoya, e atualmente é professora no Instituto Médico da Universidade Fujita. No ano 2000 recebeu o Prêmio L'Oréal-UNESCO para Mulheres Cientistas, que se concede anualmente a cinco cientistas distintas, uma em cada continente.

## Formação
Tsuneko Okazaki nasceu na prefeitura de Aichi, no Japão, em 1933. Cursava o sexto grau quando a II Guerra Mundial terminou, em 1945. A nova constituição japonesa permitia às mulheres estudarem nas mesmas faculdades que os homens e Okazaki fez parte da primeira geração de mulheres que exerceram esse direito. Durante seus anos de carreira estudou biologia na Escola de Ciências da Universidade de Nagoya. Obteve seu doutorado pela Universidade de Nagoya em 1956, no mesmo ano que conheceu Reiji Okazaki. Casaram-se nesse mesmo ano e pouco depois uniram seus trabalhos de investigação e laboratório.

## Descoberta dos Fragmentos de Okazaki

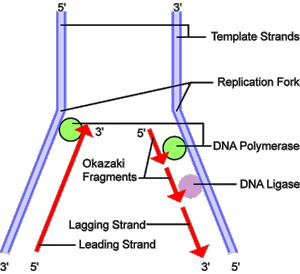
Diagrama da replicação de DNA onde se podem observar os fragmentos de Okazaki.

As primeiras investigações de Tsuneko e Reiji Okazaki centravam-se no estudo da síntese do DNA e nas especificidades de nucleótidos característicos de ovos de rãs e de ouriços-do-mar. Este trabalho levou-lhes a descobrir o nucleotídeo Thymidine-5'-diphosphate-L-rhamnose (difosfato de timidina-5′-L-ramnose), descoberta que lhes abriu as portas para poderem trabalhar nos Estados Unidos. Trabalharam nas universidades de Washington e Stanford nos laboratórios de J. L. Strominger e Arthur Kornberg, respectivamente, onde dispunham de muitos mais recursos para continuar com seus trabalhos. Anos mais tarde, depois de longas investigações nos EUA e no Japão, em 1968, Tsuneko e Reiji publicaram suas impactantes descobertas sobre os fragmentos de Okazaki na revista Proceedings of the National Academy of Sciences of the United States of America. Depois da morte de seu marido em 1975 (devida à leucemia provocada pela bomba de Hiroshima), Tsuneko continuou com seus estudos e avanços ao demonstrar a estrutura dos primers de RNA associados aos fragmentos de Okazaki.

## Outras investigações
Tsuneko continuou participando em diferentes projetos de investigação, principalmente pesquisando a estrutura e o funcionamento do DNA. Tem sido chefe de laboratório, supervisora académica de estudantes, e assessora de projetos de investigação. Mais especificamente suas investigações centraram-se na descoberta da atividade reguladora da transcrição do hGCMa na placenta, possivelmente relacionada à expressão de múltiplos genes específicos. Contribuiu à descoberta de como a proteína B do centrómero em humanos induz posicionamentos translacionais de nucleossomos em sequências α-satélite. Trabalhou na descrição da regulação genómica de HLA-G e como a presença do gene silenciador LINE1 poderia explicar a expressão limitada de HLA-G. Também contribuiu ao pesquisar ratos com características da síndrome de Down para compreender a relação que existe entre genótipo e fenótipo em humanos com esta síndrome.

## Enlaces externos
- Biografia detalhada